# PlatinumCars Arena
Die PlatinumCars Arena ist ein Fußballstadion in der schwedischen Stadt Norrköping. Die Anlage ist die Heimspielstätte der Fußballvereine IFK Norrköping (Männer), IFK Norrköping DFK (Frauen) sowie des IF Sylvia und des IK Sleipner.

## Geschichte
Das Stadion wurde 1903 eingeweiht. In der Anfangszeit war das Stadion Teil einer weitläufigen Sportanlage, welche neben dem Fußballplatz auch über Tennisanlagen (1906 eingeweiht), eine Skisprungschanze (1909–1923), Curlingbahnen (1918 eingeweiht) und Leichtathletikanlagen verfügte. 1946 übernahm die Gemeinde Norrköping den Parken.
Für die Fußball-Weltmeisterschaft 1958 in Schweden wurde die heutige WM-Tribüne mit 5.599 überdachten Sitzplätzen gebaut. Im Stadion Norrköpings Idrottspark wurden während der WM 1958 zwei Gruppenspiele (Frankreich gegen Paraguay und Paraguay gegen Schottland) und ein Viertelfinalspiel (Frankreich gegen Nordirland) ausgetragen.
Im Jahre 1987 wurde die Osttribüne (2.228 überdachte Sitzplätze) gebaut, dadurch verschwand die noch existierende Leichtathletikanlage und das Stadion wurde zum reinen Fußballstadion. Vor der 1992 in Schweden stattfindenden Fußball-Europameisterschaft wurde das Stadion renoviert und umgebaut. Dabei entstanden die Südtribüne (6.700 Stehplätze) und die Nordtribüne (2.387 Sitzplätze und 2.500 Stehplätze (Gästeblock)) und eine Zuschauerkapazität von 19.414 Plätzen wurde erreicht. Während der Fußball-Europameisterschaft 1992 fanden drei Spiele der Gruppenphase in Norrköpings Idrottspark statt.
Zum 100. Jubiläum des Stadions im Jahre 2003 fand im selben ein Freundschaftsspiel zwischen Schweden und Griechenland (1:2) statt. Der Publikumsrekord liegt bei 32.234 Zuschauern beim Spiel IFK Norrköping gegen Malmö FF im Jahr 1956. In den Jahren 2008 und 2009 wurde der Parken erneut umgebaut. Das Naturrasenspielfeld wurde durch ein Kunstrasenfläche ersetzt und die Kapazität auf 16.700 Plätze reduziert. Zeitgleich erhielt das Stadion den neuen Namen Nya Parken. 2010 kaufte der Verein das Stadion von der Stadt Norrköping für 308,5 Mio. SEK. 2013 war der Nya Parken einer von sieben Spielorte der Fußball-Europameisterschaft der Frauen. Es wurden drei Vorrundenspiele sowie ein Halbfinale in Norrköping ausgetragen.
Am 11. April 2016 wurde die schwedische Immobiliengesellschaft Östgötaporten AB Namenssponsor der Anlage. Der Vertrag hatte zunächst eine Laufzeit von fünf Jahren. Über das finanzielle Volumen der Vereinbarung wurden keine Angaben gemacht. 2021 wurde PlatinumCars, ein Anbieter von Luxusautos, neuer Namensgeber. Dies wurde Anfang März 2020 bekanntgegeben. Das Stadion trägt den Namen PlatinumCars Arena. Die Vereinbarung ist bis auf das Jahr 2026 ausgelegt.